# Élections législatives argentines de 2015
 (novembre 2016).
Les élections législatives argentines de 2015 (en espagnol : Elecciones legislativas de Argentina de 2015) se tiennent le 25 octobre 2015, afin d'élire 130 des 257 députés pour un mandat de quatre ans et 24 des 72 sénateurs pour un mandat de 6 ans. Le scrutin a lieu en même temps que l'élection présidentielle.

## Système électoral
La Chambre des députés (Cámara de Diputados) est la Chambre basse du parlement bicaméral d'Argentine. Elle se compose de 257 députés élus pour un mandat de quatre ans au Scrutin proportionnel plurinominal à la plus forte moyenne, selon la méthode d'Hondt dans 24 circonscriptions électorales plurinominales, à raison de plusieurs sièges par circonscription selon leur population, entre les listes de candidats ayant remporté au moins 4 % des suffrages exprimés au niveau national.
La Chambre des députés est renouvelable par moitié. Ce sont donc la moitié des 257 sièges qui sont mis en jeu lors de cette élection.